# Erkki O. Mantere
Erkki Olavi Mantere, född 7 april 1899 i Tammerfors, död 19 december 1977 i Helsingfors, var en finländsk ämbetsman. 
Mantere, som var son till avdelningschef Kaarlo Aleksanteri Mantere och Hedvig Kristiina Siltala, blev student 1918, avlade högre rättsexamen 1921 och blev vicehäradshövding 1924. Han var sekreterare i drätselkammaren i Uleåborg 1926–1930, stadsdirektör i Torneå 1930–1938, äldre regeringssekreterare vid inrikesministeriet 1938–1942, referendarieråd och avdelningschef 1943, regeringsråd 1944 samt var kanslichef 1945–1959 och landshövding i Kuopio län 1960–1966. Han var föreståndare för stadsarkivet i Uleåborg 1927–1930, direktör för elektricitets- och vattenverket i Torneå 1930–1938 och ordförande i statens brandskolstyrelse 1958–1960.